# Élisabeth Moreno
Élisabeth Moreno (Tarrafal, Cabo Verde, 20 de septiembre de 1970) es una jurista y CEO franco-caboverdiana, presidenta de Hewlett Packard en África, tras haber sido  presidenta de Lenovo en Francia. En 2020, fue nombrada ministra responsable de Igualdad de género, diversidad e igualdad de oportunidades.

## Biografía
Es la mayor de seis hijos. Sus padres no sabían leer ni escribir. Su familia emigró a Francia en 1977 porque una de las hijas, tras un accidente doméstico, tenía quemaduras graves y necesitaba urgentemente la ayuda de un hospital. Por ser la hija mayor y a fin ser un apoyo familiar, a veces ejerció de segunda madre. Se graduó en Derecho e hizo un máster en Derecho Comercial en la Universidad París XII.

### Trayectoria profesional
Empezó trabajando en un bufete de abogados parisino. En 1991 fundó una empresa de construcción (rehabilitación térmica), que prosperó rápidamente. En 1998 se incorporó a France Telecom, para gestionar las ventas de Pymes y Smi en París. Después trabajo en ordenadores Dell, como directora de alta contabilidad durante diez años. Posteriormente, fue a Marruecos, donde trabajó en la dirección marroquí del mismo grupo. Ascendió a directora comercial para Europa, Medio Oriente y África. Volvió a Francia para llevar la dirección del Este de Europa y África.
En el año 2006, mientras estaba en Dell, retomó los estudios y en 2007 obtuvo un MBA ejecutivo en ESSEC en la universidad de Mannheim en Alemania. Asimismo, hizo voluntariado  de jueza consular en el Tribunal de Comercia de Bobigny, en 2015, tras obtener la capacitación de magistrada, en la Escuela Nacional de Magistratura.
  

En 2012 se incorporó a Lenovo Francia, donde fue responsable del sur de Europa (Francia, España, Italia, Portugal e Israel). En el año 2017 fue nombrada CEO de Lenovo Francia. En una entrevista dice que orientó su vida profesional hacia las nuevas tecnologías porque estas cambian el mundo y su vector de progreso. En 2019 tras ser nombrada presidenta de HP África, fue a vivir a Sudáfrica. En 2020 el gobierno de Francia la nombró ministra de igualdad entre mujeres y hombres, diversidad en igualdad de oportunidades.
"Me he enfrentado a todas las discriminaciones que se puedan imaginar. Todas ellas. Soy mujer, soy negra, soy inmigrante, tengo una discapacidad ... Porque las personas como yo están en permanente autocensura, porque escuchan tanto eso de que no es para ellas, eso de, ‘¿quién te crees que eres? ¡Quédate en tu sitio!".
Siempre estuvo muy involucrada en el mundo asociativo, así en 2005 junto con otros empresarios caboverdianos cofundó, en París, el club de negocios Cabo Verde y el año 2008, cofundó, también en París, la Casa de Cabo Verde, donde se imparten cursos de historia sobre este país africano.

## Premios y reconocimientos
- En 2018, el gobierno de Cabo Verde la nombra emprendedora del año.[14]
- En 2019, el premio a la excelencia, del Club Efficience.[19]
- En 2019,  trofeo a la excelencia de la competitividad africana, otorgado por el Centre Africain de Veille et d’Intelligence Economique (CAVIE).[20][21]